# ハノイ駅

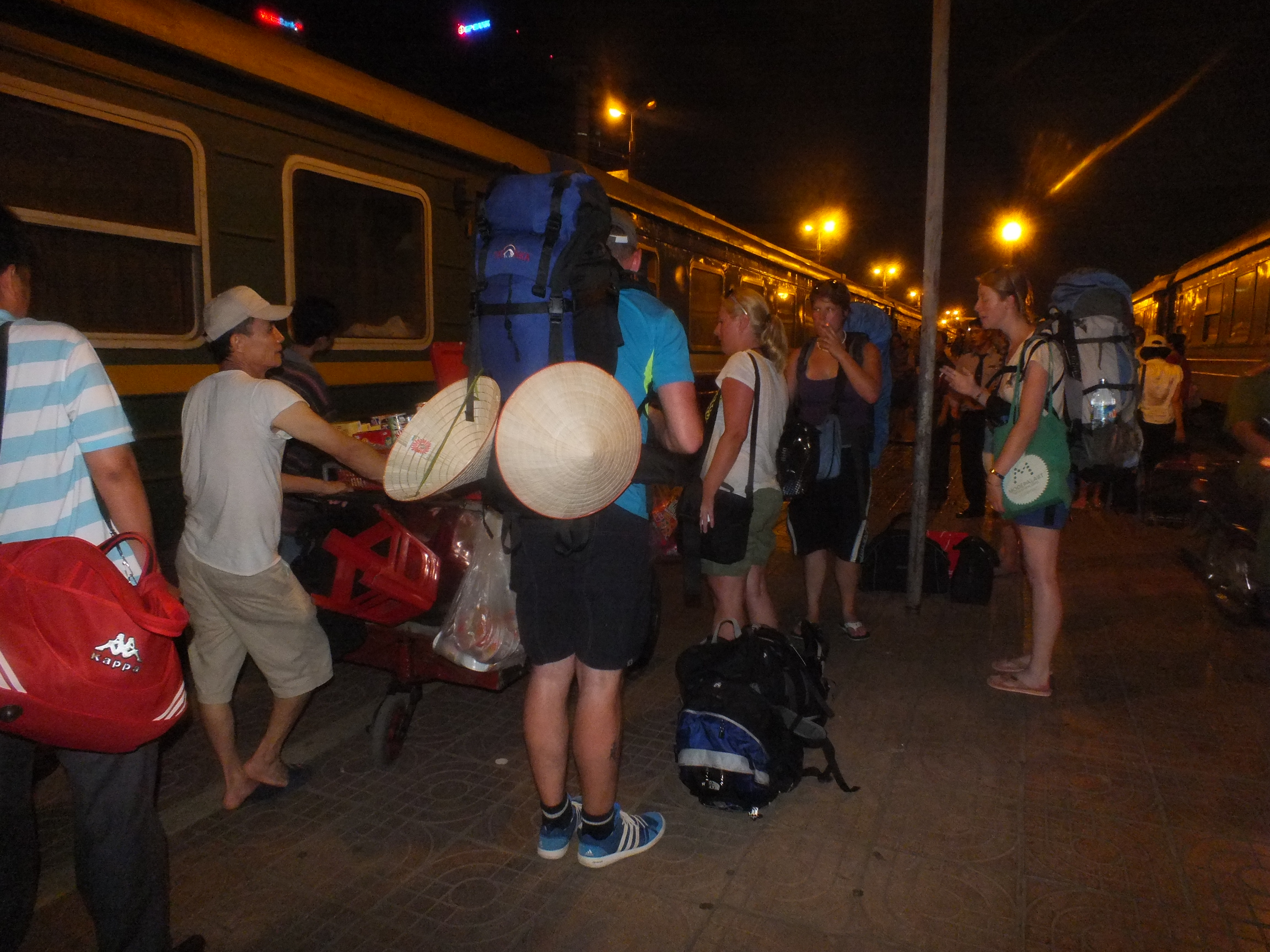
バックパッカーでにぎわう夜のハノイ駅

ハノイ駅（ハノイえき、ベトナム語：Ga Hà Nội / Ga 河內 ）は、ベトナムのハノイに位置するベトナム鉄道の駅である。

## 概要
ハノイ駅は、ベトナムの首都であり人口650万人が暮らすハノイ市のドンダー区にある。1902年のフランス植民地時代に設立された、ルネッサンス様式の駅であったが、1972年にベトナム戦争による爆撃を受け中央部が破壊された。破壊された中央部はソビエト様式で再建され、爆撃を免れた駅両側の部分との組み合わせにベトナムの歴史がしのばれる。根幹路線である南北線を始めとする4支線の列車が発着する、ターミナル駅である。
ゴクホイから当駅を経由してイエンヴィエンに至るまでの区間にハノイ・メトロ1号線を建設する計画が存在する。

## 利用可能な路線
ベトナム鉄道
南北線（統一鉄道）
ハノイ・ラオカイ線
ハノイ・クアンチエウ線
ハノイ・ドンダン線
ハノイ・ハイフォン線

## 歴史
- 1902年 【開業】
- 1972年 【駅舎爆撃】
- 1976年 【駅舎再建】

## 駅構造
3面5線の地上駅。なお、ホームは嵩上げされておらず、線路のある高さとあまり変わらない。構内は石畳で舗装されており併用軌道のようになっている。また、駅付近の本線路にも併用軌道区間が存在する。
実は西側にも駅舎があり、こちらは通称ハノイB駅、あるいはチャンクイカップ駅（Ga Trần Quý Cáp）とも呼ばれている。南北鉄道はハノイ駅であるが、ハノイ以北に行く場合にはハノイB駅を使用するよう指示される。

## ギャラリー

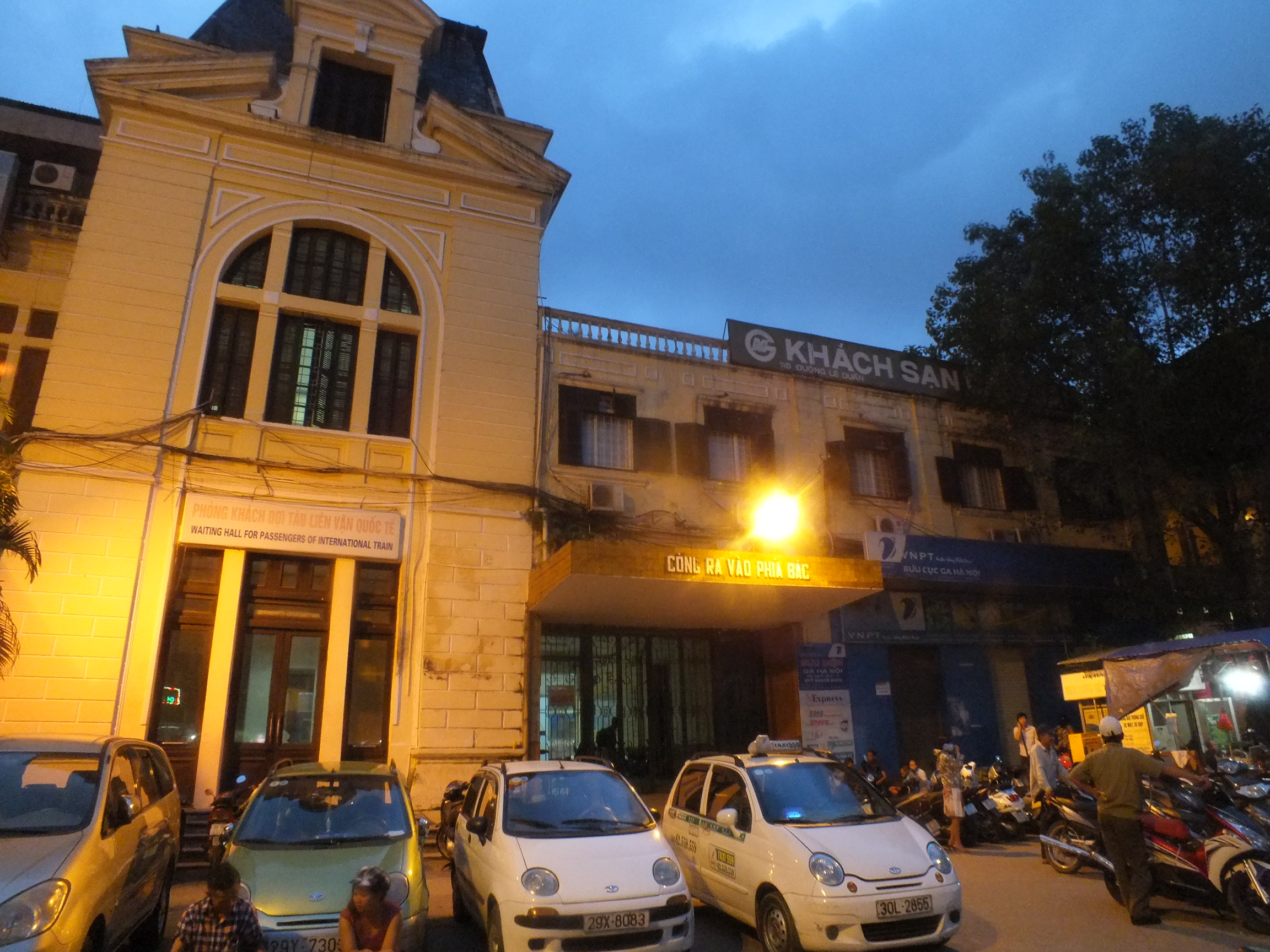
駅舎（北側の1902年建造のフランス植民地時代の面影を残す部分）
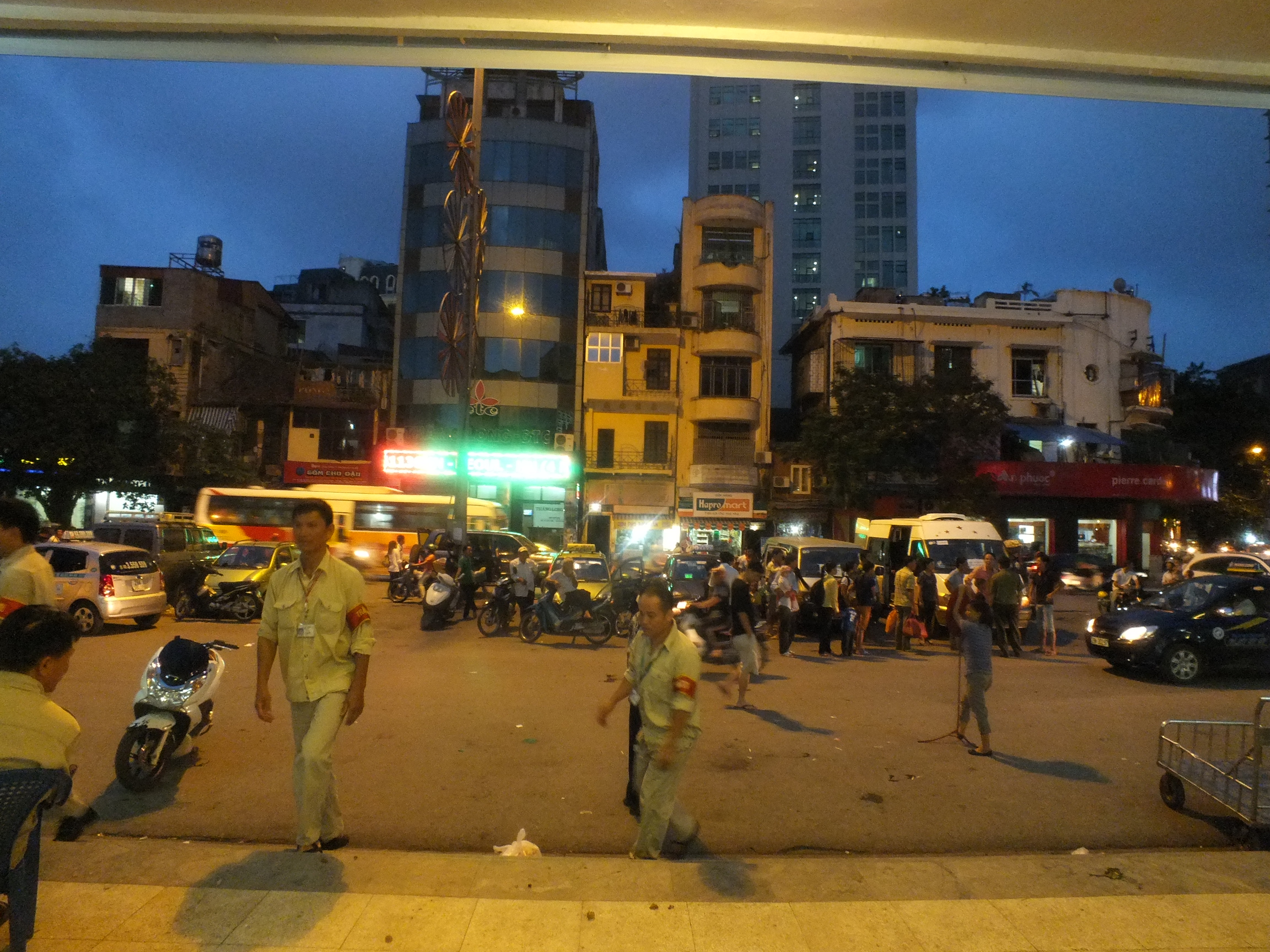
ハノイ駅前
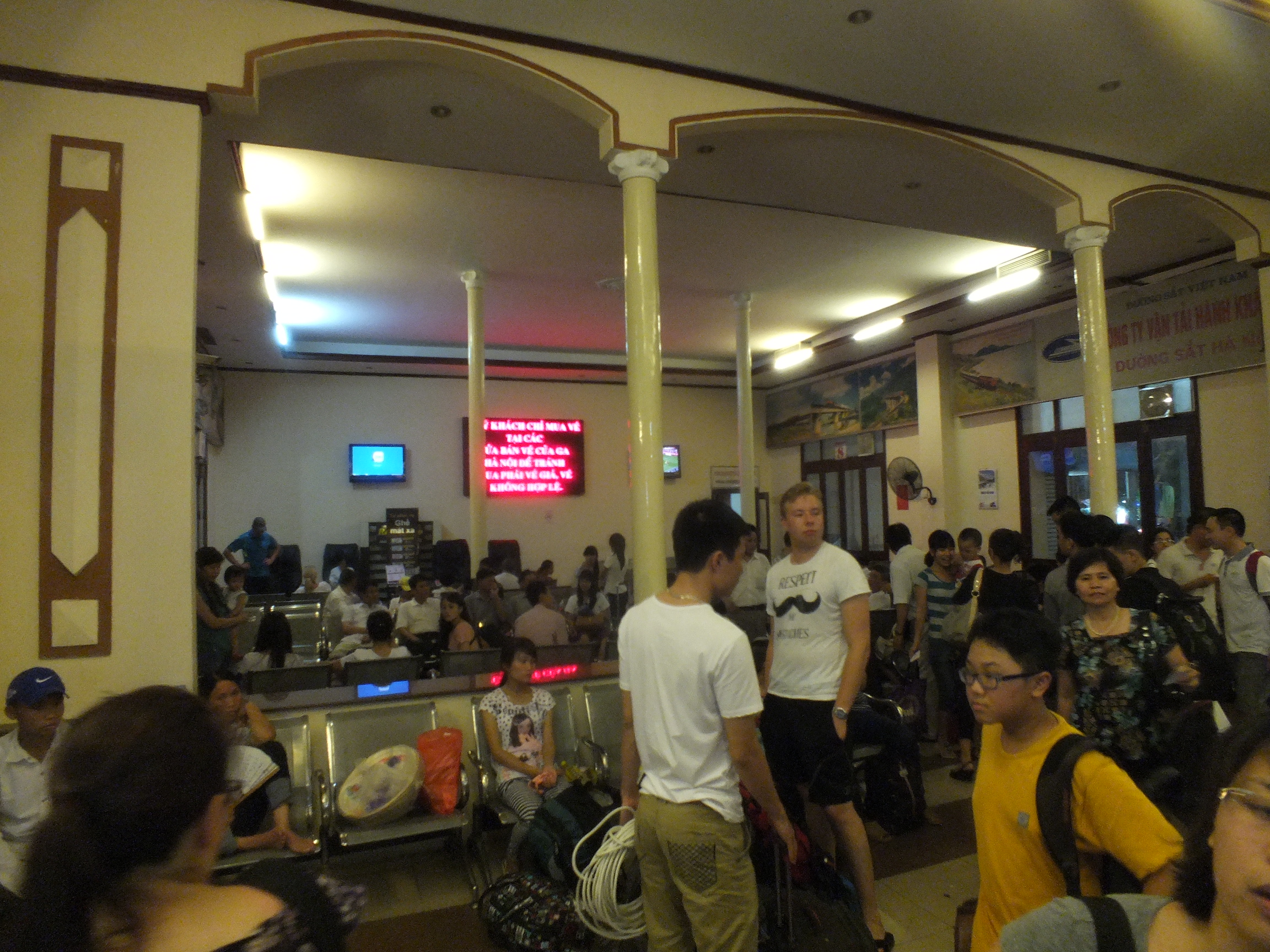
待合室
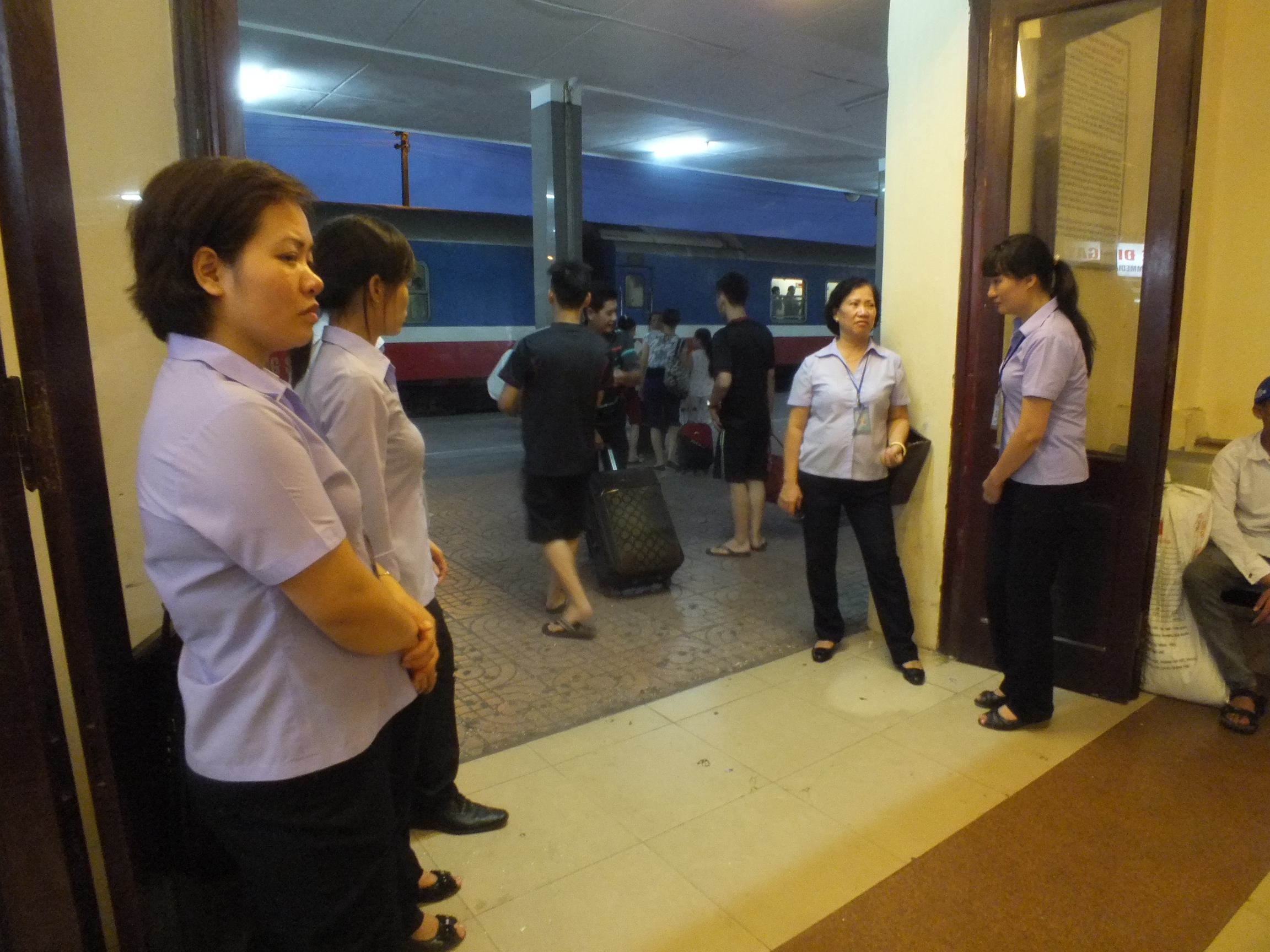
改札口
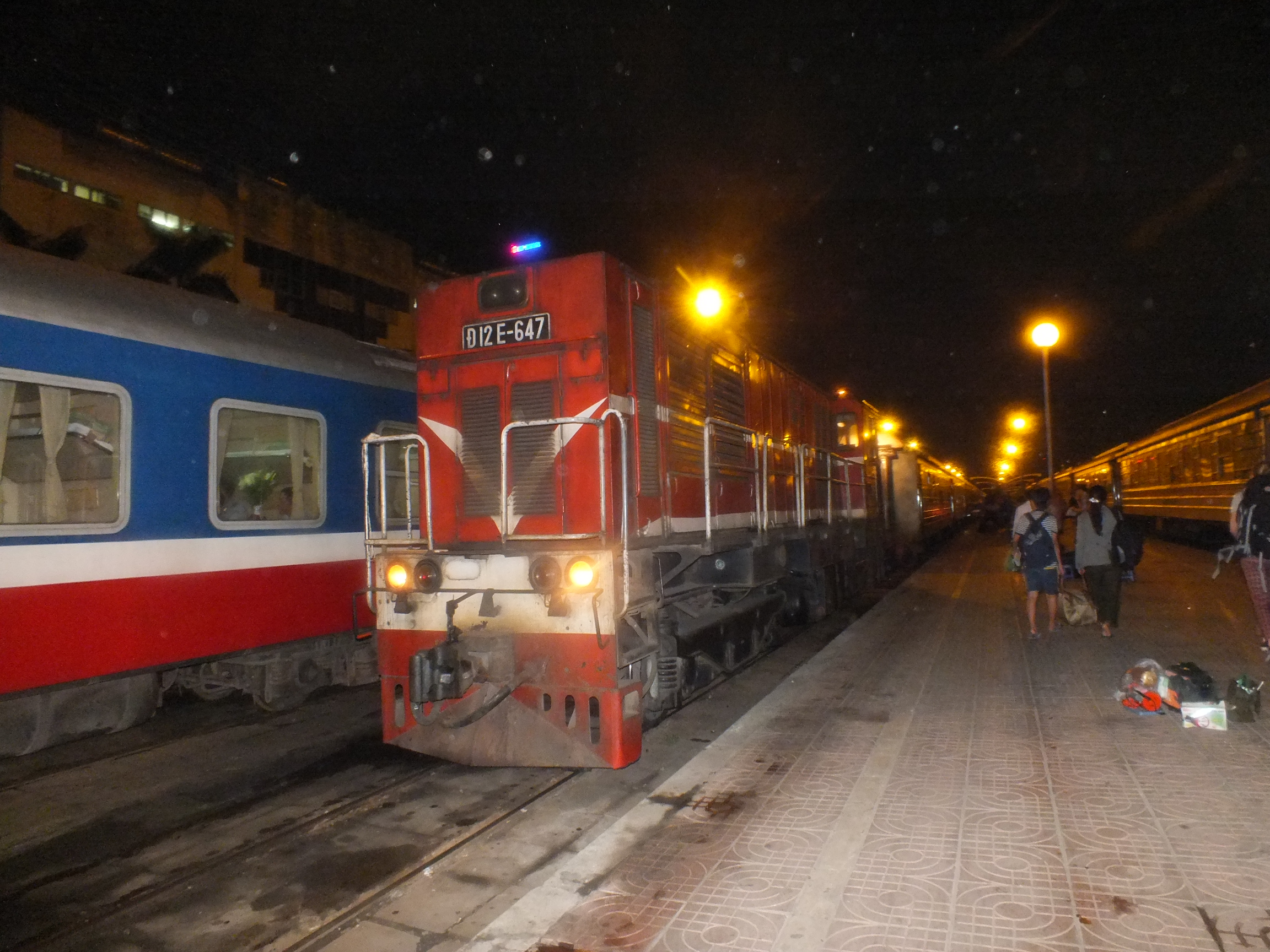
D12E-647に引かれる列車
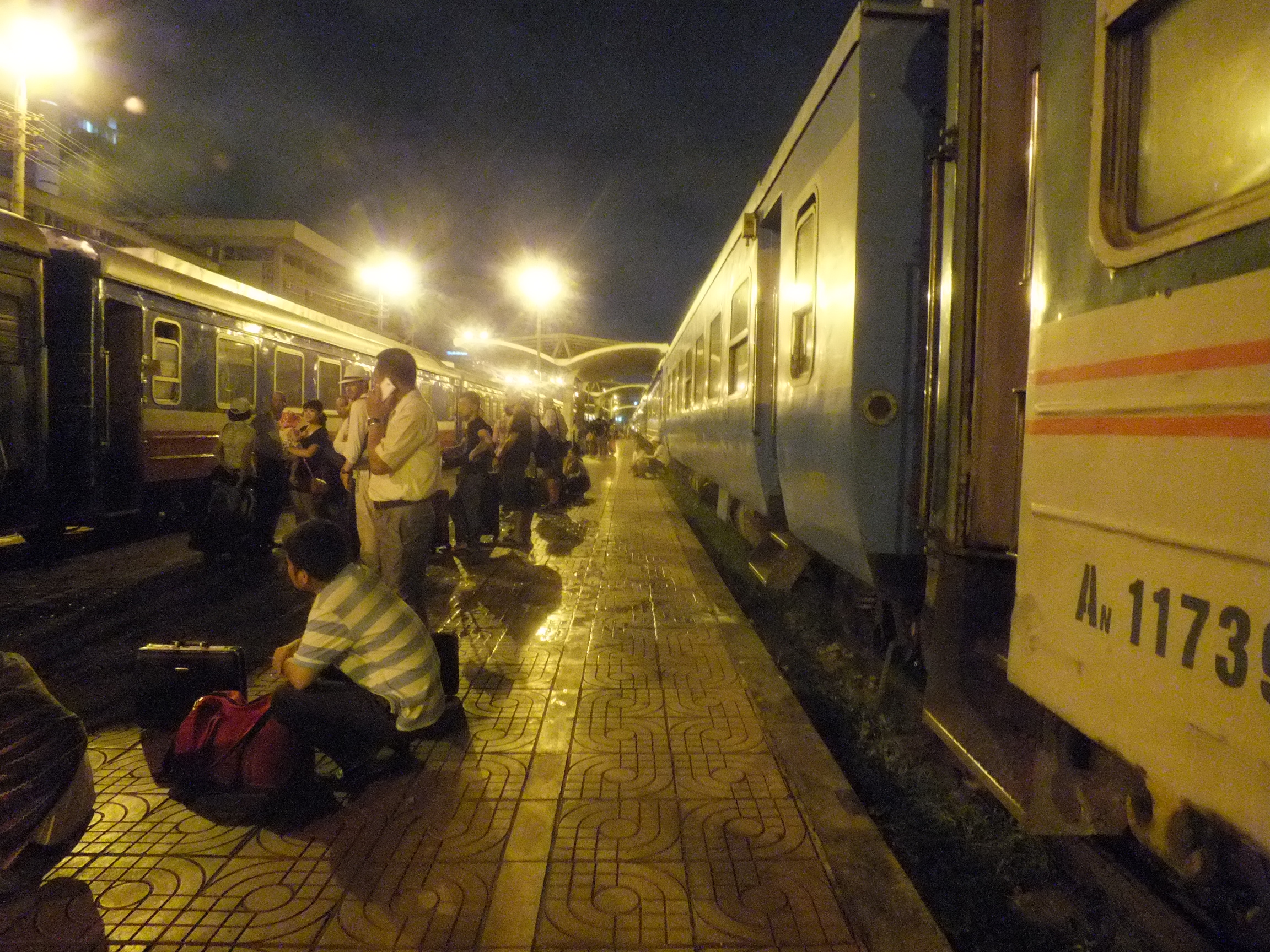
プラットホームで夜行列車の発車を待つ人たち
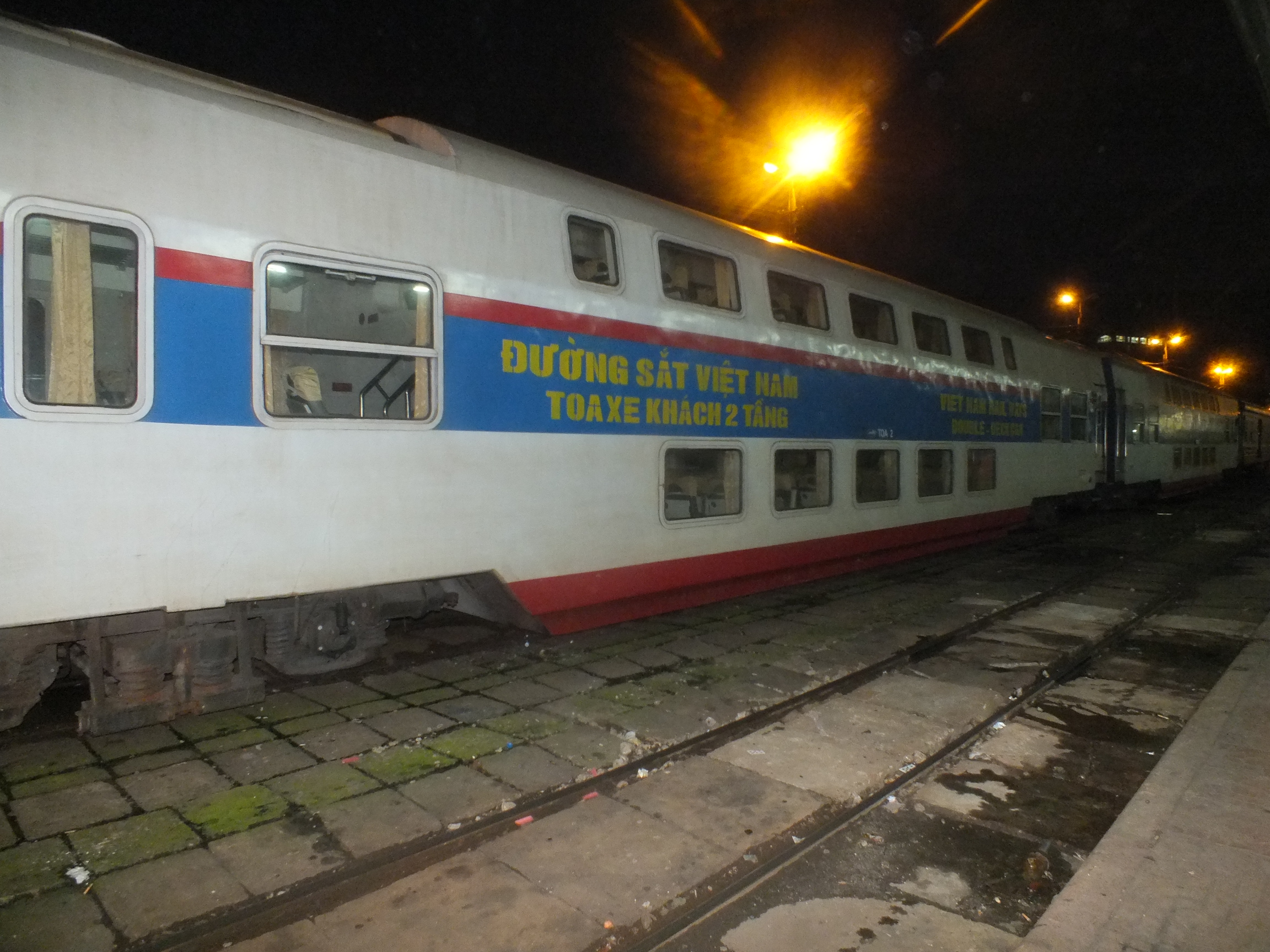
2階建て列車
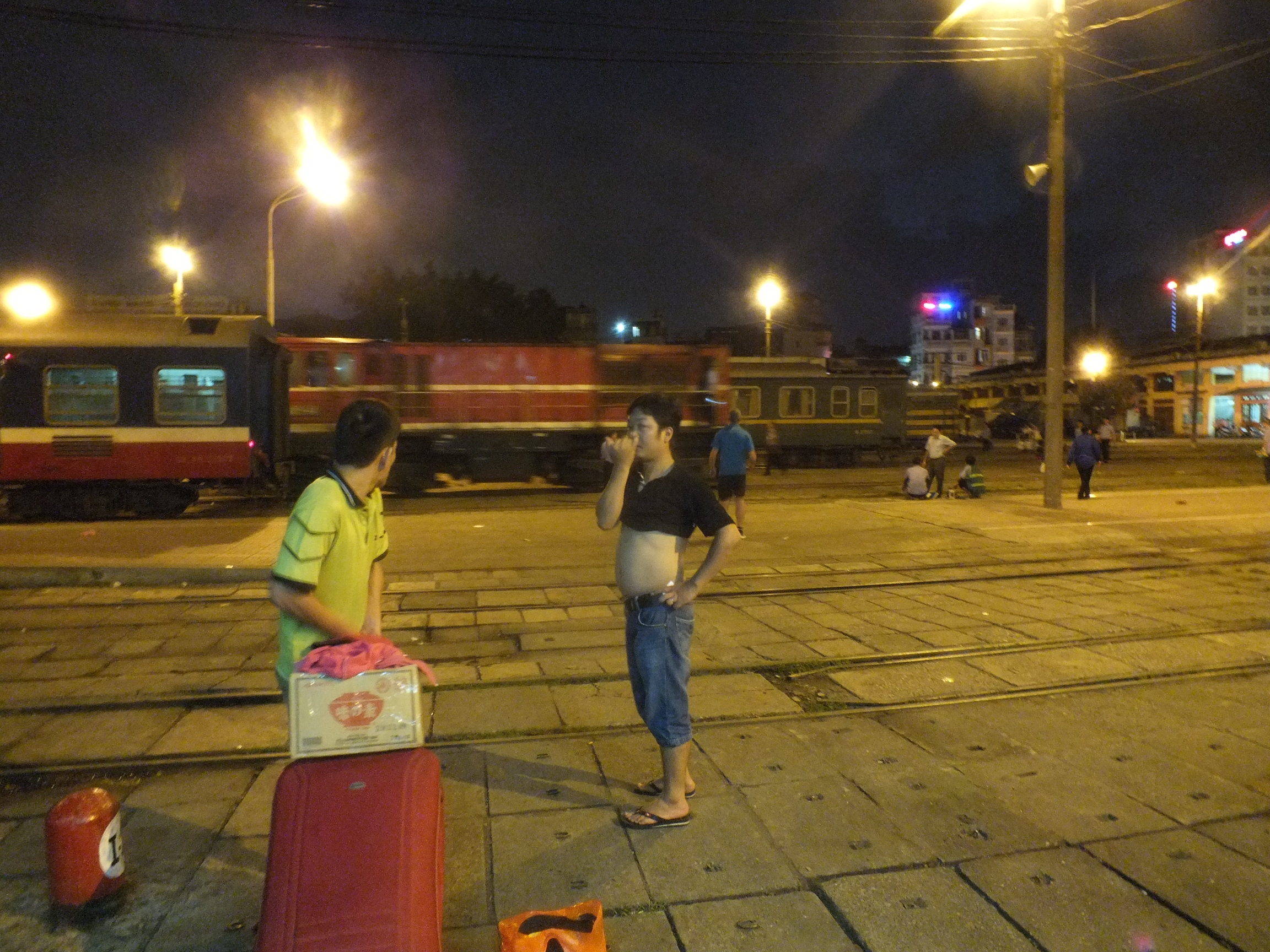
プラットホームがない東端部分
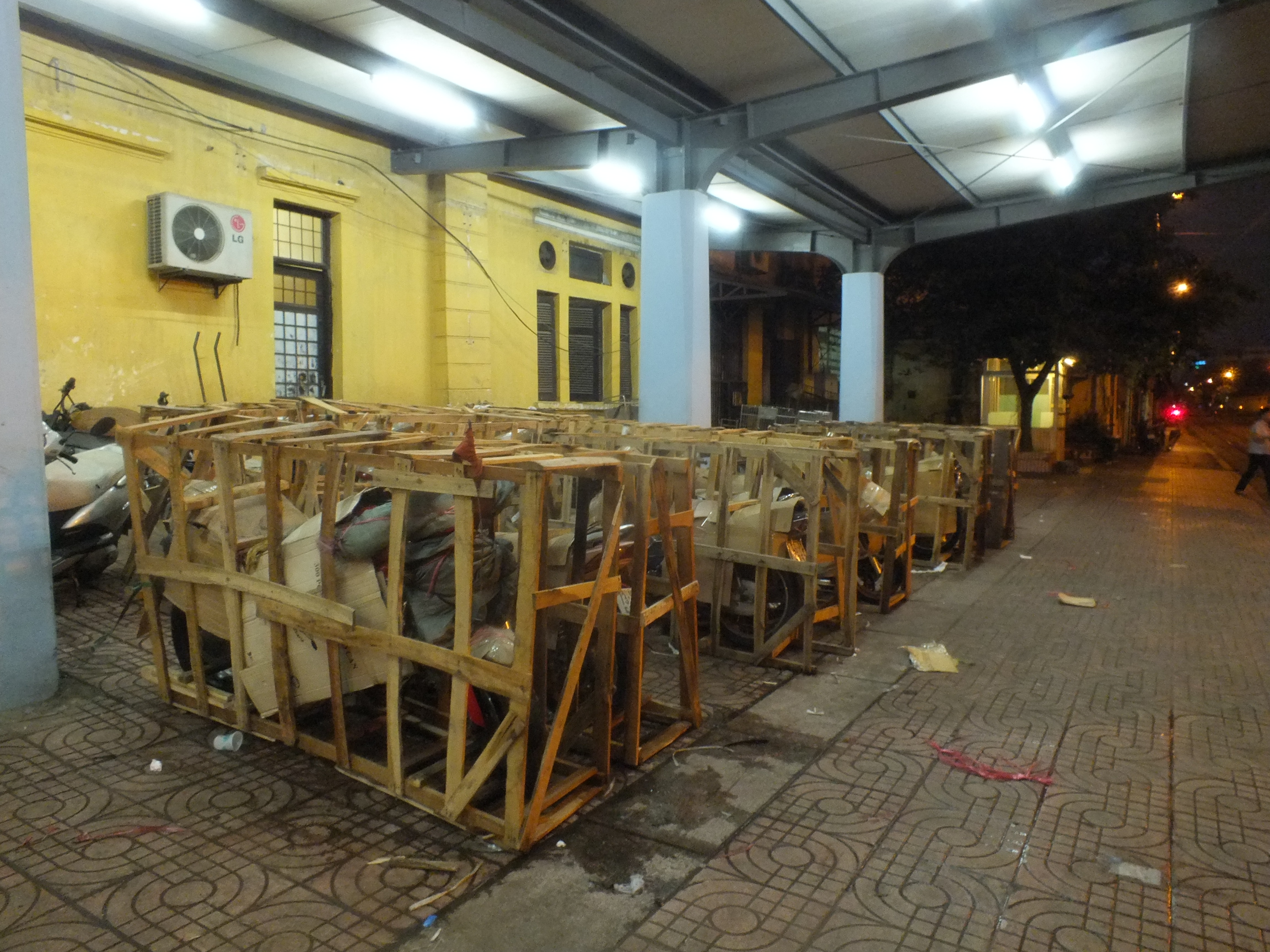
貨物列車への積み込みを待つ梱包されたバイク
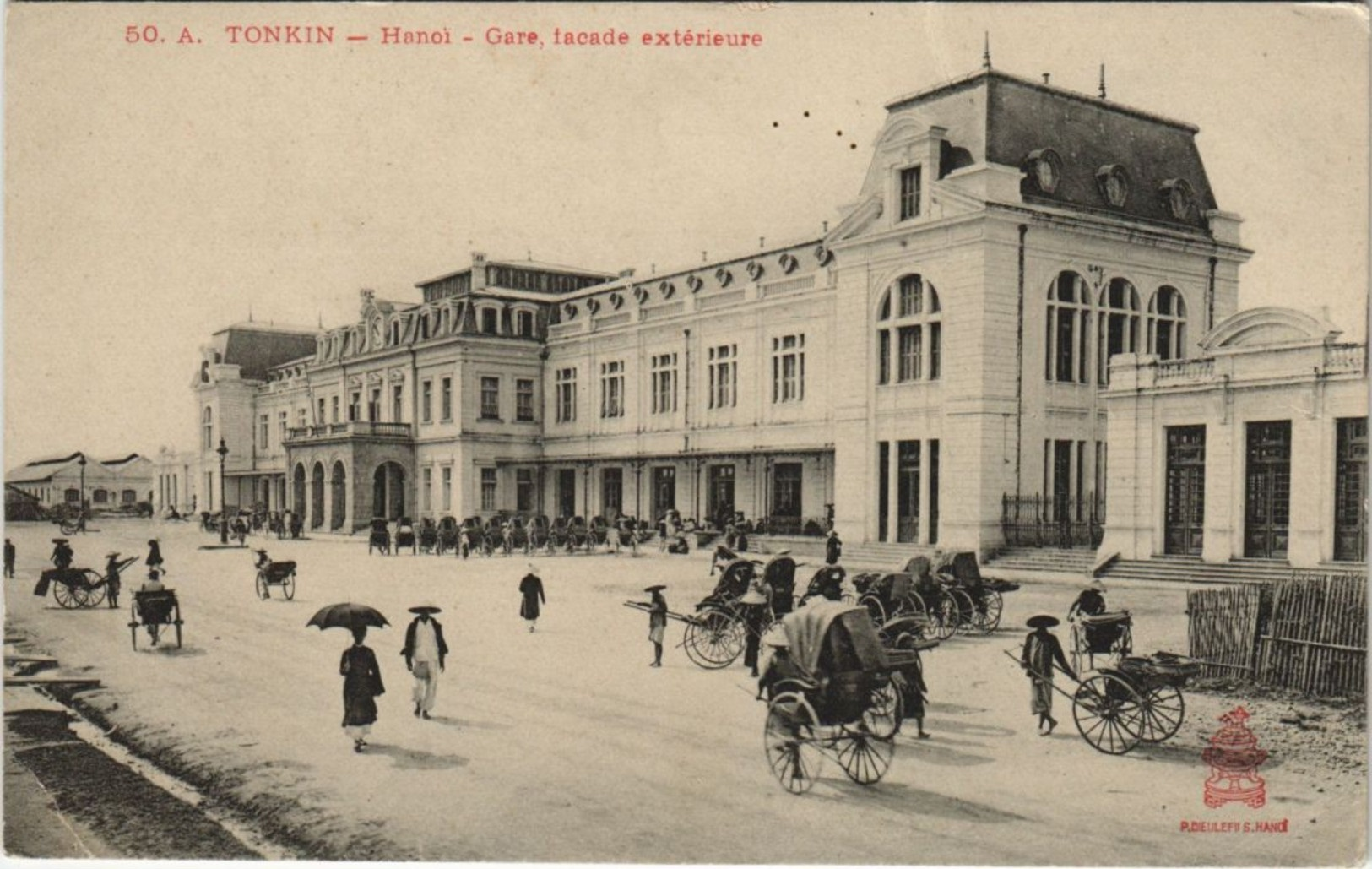
1912年頃のハノイ駅
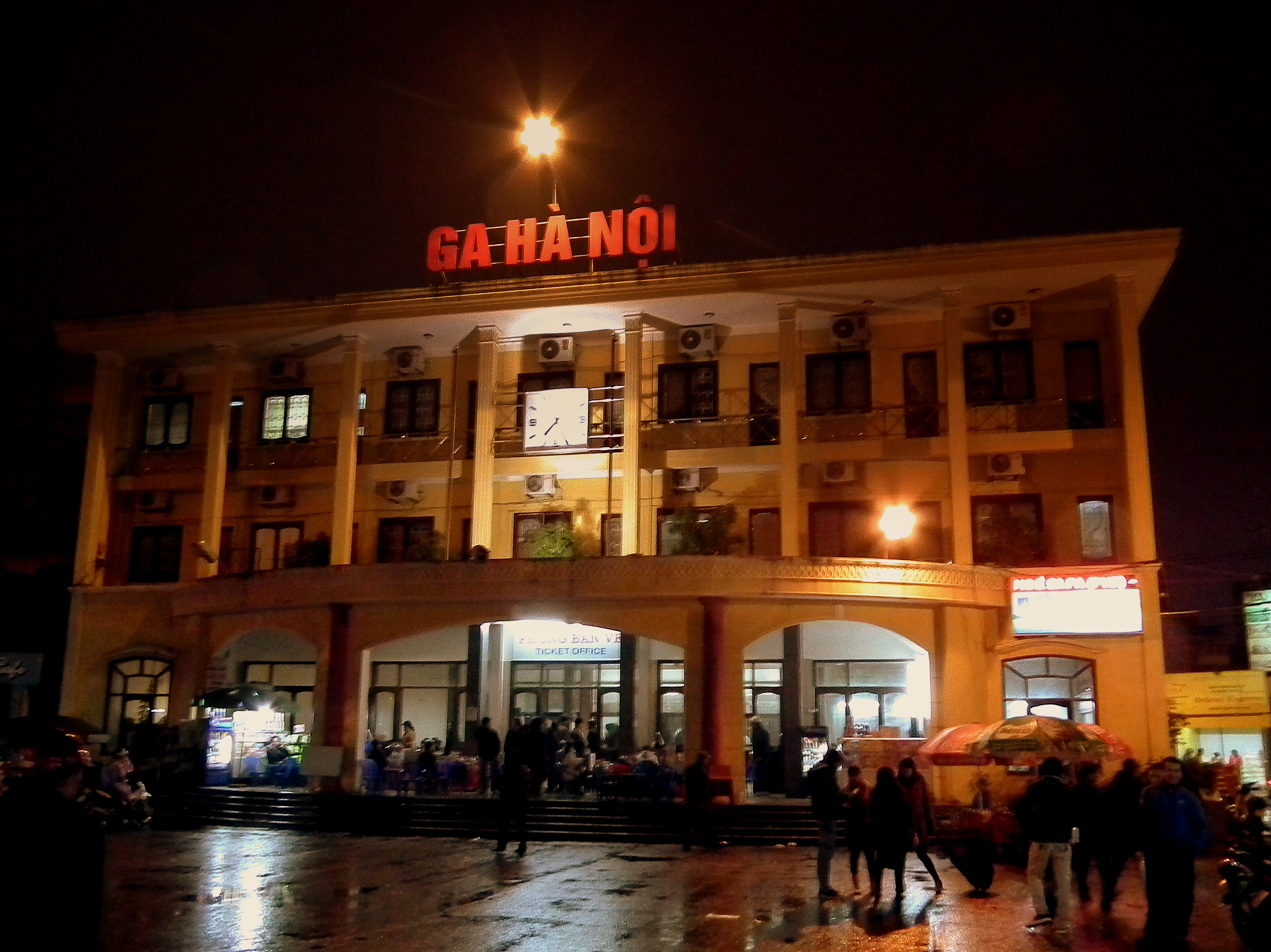
ハノイB駅の駅舎

## 隣の駅
ベトナム鉄道
南北線（統一鉄道）
ハノイ駅 - ザップバット駅
ハノイ・ラオカイ線
ハノイ駅 - ロンビエン駅
ハノイ・クアンチエウ線
ハノイ駅 - ロンビエン駅
ハノイ・ドンダン線
ハノイ駅 - ロンビエン駅
ハノイ・ハイフォン線
ハノイ駅 - ロンビエン駅